# Nedreselet, Västerbotten
Nedreselet är en sjö i Vindelns kommun i Västerbotten och ingår i Sävaråns huvudavrinningsområde. Nedreselet ligger i Sävarån Natura 2000-område.